# 正法寺 (南丹市)
正法寺（しょうぼうじ）は、京都府南丹市美山町知見小字家ノ上にある日蓮宗の寺院。山号は知見山。旧本山は大本山妙覚寺(四条門流)。境内のイチョウが南丹市の文化財（天然記念物）に指定されている。

## 歴史
聖宝9年（909年）天台宗の寺院として建立されたのを起源とする。永仁元年（1293年）住僧多宝院日大良仁が日像菩薩と法論して日蓮宗に改宗、寺号も長栄山本像寺と改称した。昭和35年（1960年）顕本法華宗本妙寺から檀信徒を吸収し現在の寺号に改称した。

## 参考資料
- 日蓮宗寺院大鑑編集委員会『宗祖第七百遠忌記念出版 日蓮宗寺院大鑑』大本山池上本門寺 (1981年) 731頁参照